# Asystasia glandulifera
Asystasia glandulifera es una especie de fanerógama perteneciente a la familia de las acantáceas que se desarrolla en los trópicos. 

## Hábitat
Es endémica de Camerún. Su hábitat natural son los bosques de tierras bajas  subtropicales o tropicales húmedos. Se encontró a mediada elevación en submontana forestal, prefiriendo los bosques y los márgenes y espacios libres a 800-1550 m de altura. 
Anteriormente conocida de cinco localidades dispersas, en trabajos de inventario Kupe-Bakossi ha aumentado considerablemente la conocida serie, con otros tres sitios. Sin embargo, la continua pérdida de hábitat, su pequeña área de ocupación y de la conocida distribución en menos de diez ubicaciones califica  esta especie como Vulnerable.

## Taxonomía
Asystasia glandulifera fue descrita por Gustav Lindau y publicado en Botanische Jahrbücher für Systematik, Pflanzengeschichte und Pflanzengeographie 57: 23. 1920.